# ブル・アンド・テリア

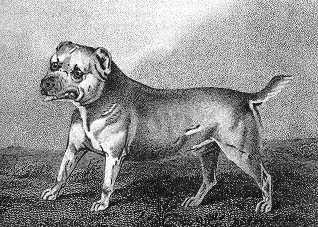
ブル・アンド・テリア

ブル・アンド・テリア（英：Bull and Terrier）とは、イギリスのイングランド原産の闘犬用の犬種である。日本でも人気のあるブルテリアの原種でもある。

## 歴史
交配種としてのブル・アンド・テリアは闘犬禁止前からしばしば見られたが、犬種としてのブル・アンド・テリアは闘犬禁止後の1835年ごろに作出された。オールド・イングリッシュ・ブルドッグと数種のテリアを掛け合わせて作られた犬種で、法の網をかいくぐって闘熊犬（とうゆうけん：クマいじめを行う犬）や犬同士を戦わせる闘犬として使われていた。見た目はあまりよくなかったが、闘志溢れる勇敢な性格を好む多くの愛好家が存在し、純血種としてのブリーディングが行われていた。又、闘犬としてだけでなく番犬やペットとしても飼育されていた。
1850年代になるとブル・アンド・テリアはペットとして飼育するための改良が行われ、ブルテリアに姿を変えた。その後も少数のブル・アンド・テリアが闘犬として使われ続けていたが、違法闘犬の取締り強化などにより需要が低迷し、1870年代に絶滅してしまった。

## 特徴
ブルドッグのようながっしりとした体格をしているが、テリアのように小柄ですばしっこい犬種である。頭部は大きく、マズルは短くアゴの力が強い。耳は通常垂れ耳か折れ耳だが、断耳して立たせる事もある。首は太く、脚は長い。尾は長い垂れ尾である。皮膚はあまりたるんでいないが引っ張るとよく伸び、コートは硬めのスムースコートで毛色の制限は無い。中型犬サイズで、性格は忠実で家族には愛情深いが、勇敢で防衛本能が強い。

## 参考
『デズモンド・モリスの犬種事典』デズモンド・モリス著書、福山英也、大木卓訳 誠文堂新光社、2007年